# Manon (voornaam)
Manon is een van oorsprong Franse meisjesnaam. De naam is afgeleid van Maria.

## Bekende naamdraagsters
- Manon Bollegraf, een Nederlandse tennisster
- Manon Flier, een Nederlandse volleybalster
- Manon Novak, een Nederlandse actrice en musicalster
- Manon Melis, een Nederlandse voetbalster
- Manon van Rooijen, een Nederlandse zwemster
- Manon Thomas, een Nederlandse televisiepresentatrice
- Manon Uphoff, een Nederlandse schrijfster
- Manon Pelzer, een Nederlandse politica